# 독막로
독막로(Dongmak-ro)는 서울특별시 마포구 합정동 합정역 교차로와 도화동 SK허브그린오피스텔을 잇는 서울특별시의 도로이다. 월드컵로와 대흥로와 함께 서울특별시도 제0115호선을 구성한다.

## 연혁
- 2010년 6월 17일 : 도로명주소에 독막로로 명명

## 주요 경유지
서울특별시
- 마포구 (합정동 · 당인동 · 상수동 · 창전동 · 구수동 · 신수동 · 대흥동 · 염리동 · 도화동)

## 노선
| 이름                | 접속 노선                      | 소재지          | 소재지          | 비고            |
| 월드컵로와 직결     | 월드컵로와 직결                | 월드컵로와 직결 | 월드컵로와 직결 | 월드컵로와 직결 |
| ------------------- | ------------------------------ | --------------- | --------------- | --------------- |
| 합정역 교차로       | 국도 제6호선 (양화로) 양화산길 | 서울특별시      | 마포구          |                 |
| (홍대로데오거리)    | 어울마당로                     | 서울특별시      | 마포구          |                 |
| 상수역 교차로       | 와우산로                       | 서울특별시      | 마포구          |                 |
| 광흥창역 교차로     | 서강로                         | 서울특별시      | 마포구          |                 |
| 창전사거리          | 창전로                         | 서울특별시      | 마포구          |                 |
| (신수동성당)        | 신수로                         | 서울특별시      | 마포구          |                 |
| 마포세무서앞 교차로 | 대흥로                         | 서울특별시      | 마포구          |                 |
| 독막길입구 교차로   | 마포대로                       | 서울특별시      | 마포구          |                 |

## 주요 건물 및 시설
- 상수역 (서울특별시 마포구 독막로 지하85)
- 상수두산위브아파트 (서울특별시 마포구 독막로 98)
- 세방글로벌시티오피스텔 (서울특별시 마포구 독막로 100)
- 서울창전동우체국 (서울특별시 마포구 독막로 109)
- 서울서강초등학교 (서울특별시 마포구 독막로 113)
- 서강쌍용예가아파트 (서울특별시 마포구 독막로 145)
- 서강동주민센터 (서울특별시 마포구 독막로 165)
- 광흥창역 (서울특별시 마포구 독막로 지하165)
- 신수동주민센터 (서울특별시 마포구 독막로 192)
- 세양청마루아파트 (서울특별시 마포구 독막로 209)
- 마포세무서 (서울특별시 마포구 독막로 234)
- 대흥동태영아파트 (서울특별시 마포구 독막로 266)
- 상장회사회관 (서울특별시 마포구 독막로 279)
- 대흥세양아파트 (서울특별시 마포구 독막로 288)
- 중앙하이츠아파트 (서울특별시 마포구 독막로 289)
- 삼부골든타워오피스텔 (서울특별시 마포구 독막로 295)
- 재화스퀘어 (서울특별시 마포구 독막로 311)
- 태영데시앙루브오피스텔 (서울특별시 마포구 독막로 320)